# 1710 au théâtre
| Années du théâtre : 1707 - 1708 - 1709 - 1710 - 1711 - 1712 - 1713    |
| Décennies du théâtre : 1680 - 1690 - 1700 - 1710 - 1720 - 1730 - 1740 |

## Événements
- L'acteur et dramaturge Colley Cibber prend la direction du théâtre de Drury Lane à Londres.

## Pièces de théâtre représentées
- 17 décembre : Le Curieux impertinent, comédie de Philippe Néricault Destouches, Paris, Théâtre-Français.

## Naissances
- 2 octobre : Françoise Hus, actrice et dramaturge française, morte le 29 décembre 1782.
- 22 octobre : Anne-Marie du Boccage, écrivaine, poète, épistolière et dramaturge française, morte le 8 août 1802.
- 23 octobre : Charles-François Racot de Grandval, acteur, sociétaire de la Comédie-Française et dramaturge français, mort le 23 septembre 1784.
- 13 novembre : Charles-Simon Favart, auteur de pièces de théâtre et d'opéras-comiques français, mort le 12 mai 1792.
- 2 décembre : Carlo Antonio Bertinazzi, dit Carlin, acteur - il tient à partir de 1742 au Théâtre italien de Paris le rôle d'Arlequin - et dramaturge italien, mort le 6 septembre 1783.
- 14 décembre : Henri Lambert de Thibouville, écrivain et dramaturge française, mort le 16 juin 1784.

## Décès
- 28 avril : Thomas Betterton, comédien britannique, né vers 1635.
- 8 juillet : Jean Donneau de Visé, homme de lettres français, dramaturge, polémiste, critique littéraire, né en décembre 1638.